# Alessandro Bonci
Alessandro Bonci (ur. 10 lutego 1870 w Cesenie, zm. 9 sierpnia 1940 w Viserbie) – włoski śpiewak operowy, tenor liryczny.

## Życiorys
Studiował w Pesaro u Carlo Pedrottiego i Felice Coen oraz w Paryżu u Enrica Delle Sedie. Zadebiutował w 1896 roku w Parmie rolą Fentona w Falstaffie Giuseppe Verdiego. W 1897 roku wystąpił w mediolańskiej La Scali jako Artur w Purytanach Vincenza Belliniego, a w 1900 roku w londyńskim Covent Garden Theatre jako Rodolfo w Cyganerii Giacoma Pucciniego. W 1906 roku wystąpił ponownie jako Artur w Purytanach na otwarciu nowego gmachu Manhattan Opera House w Nowym Jorku. W latach 1907–1910 śpiewał w nowojorskiej Metropolitan Opera. W latach 1913–1914 występował w Madrycie i Barcelonie. W 1914 roku wystąpił w Buenos Aires w prapremierowym przedstawieniu opery Carlosa Lópeza Buchardo Il sogno di Alma. Podczas I wojny światowej służył we włoskich siłach powietrznych. Od 1919 do 1921 roku był członkiem zespołu opery w Chicago. W latach 1922–1923 występował w Teatro Costanzi w Rzymie. Po 1923 roku zajął się pracą pedagogiczną, początkowo w Nowym Jorku, a od 1925 roku w Mediolanie.